# Cheekha Dar
Il Cheekha Dar (in curdo Çîxî Derê‎; in arabo جبل شيخا دار) è una montagna situata al confine tra l'Iran e il Kurdistan iracheno e cui costituisce la cima più elevata dell'intero Iraq.